# 2nd Infantry Division (Vereinigte Staaten)

Schulterabzeichen der 2. US-Infanteriedivision

Die 2nd Infantry Division (deutsch 2. US-Infanteriedivision) ist ein Großverband der United States Army mit Hauptquartier in Camp Red Cloud in Uijeongbu nördlich nahe der südkoreanischen Hauptstadt Seoul. Sie ist den US Forces Korea unterstellt und Teil der 8. US-Armee. Kommandeur des etwa 18.000 Mann starken Verbandes ist derzeit (Januar 2025) Major General Charles T. Lombardo.
Die 2. US-Infanteriedivision trägt die militärische Hauptlast der US-amerikanischen Bündnisverpflichtungen gegenüber der Republik Korea.
Geläufige Spitznamen des Verbandes sind Warrior Division (dt.: „Kriegerdivision“) und Indianhead Division (dt.: „Indianerkopfdivision“). Das Motto der Division lautet in Anspielung auf ihre Nummerierung second to none (dt. „niemandem in etwas nachstehend“).

## Geschichte

### Aufstellung und Erster Weltkrieg

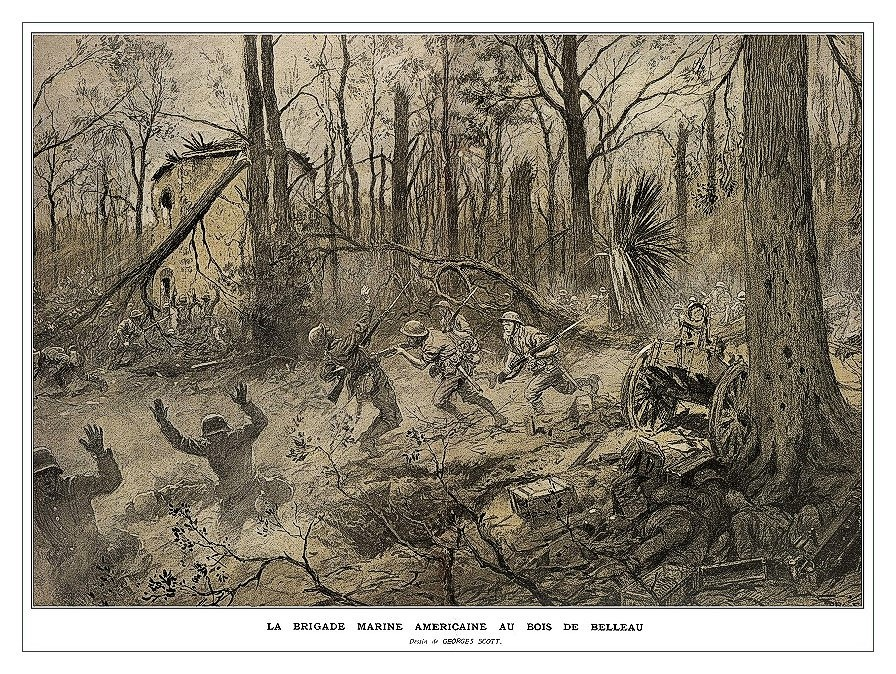
Georges Scott: American Marines in Belleau Wood (1918)

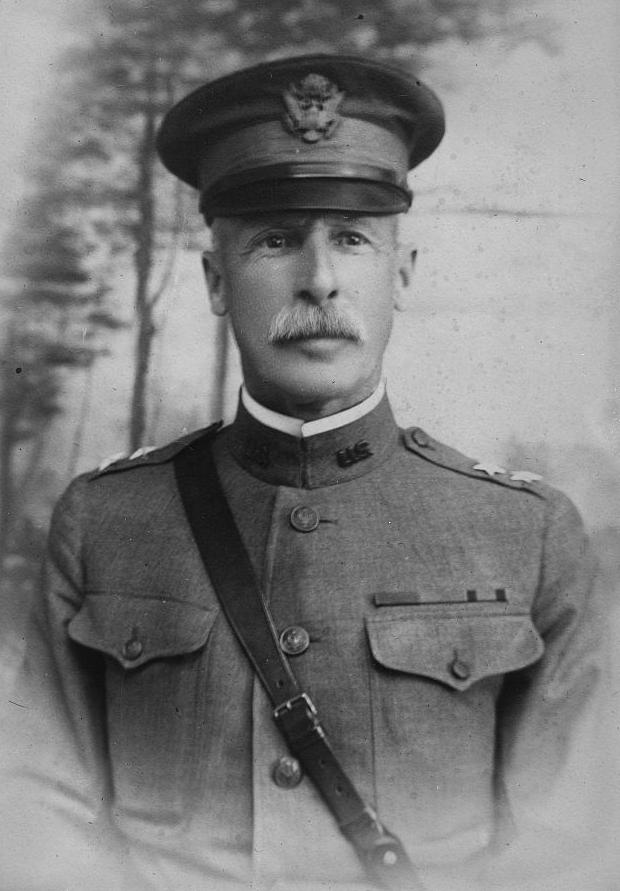
Generalmajor Omar Bundy

Die 2. US-Infanteriedivision wurde am 26. Oktober 1917, während des Ersten Weltkrieges, im französischen Bourmont in der Champagne aufgestellt, um das amerikanische Expeditionskorps in Frankreich zeitnah zu verstärken. Als solche ist sie eine der wenigen amerikanischen Divisionen, die nicht auf heimischem Boden aufgestellt wurden, und seitdem ununterbrochen im Dienst. Zur Zeit der Aktivierung setzte sie sich aus einer Infanteriebrigade, einer Brigade Marineinfanteristen und einer Artilleriebrigade sowie verschiedenen Unterstützungseinheiten zusammen. Zweimal befehligten Kommandeure der Marineinfanterie, nämlich Charles A. Doyen und John A. Lejeune, die Heeresdivision einer anderen Teilstreitkraft, was bis heute einzigartig in der Militärgeschichte der Vereinigten Staaten ist. Während des Winters 1917/18 schulten französische Veteranen die Soldaten der Division in Taktik und Gefechtsführung des französischen Heeres, um im Frühjahr als Teil des amerikanischen Expeditionskorps die entschlossenen deutschen Vorstöße in Richtung Paris aufzuhalten. In der Schlacht im Wald von Belleau und bei Château-Thierry 1918 erlitt der Verband seine ersten spürbaren Verluste. Nach zwei Siegen in den Schlachten bei Soissons und Reims erhielt die Division ihre erste Verbandsauszeichnung, als Frankreich ihr das Fourragère in den Farben des Croix de guerre („Kriegskreuz“) verlieh. Gegen Ende des Krieges nahm die Indianhead Division an der Schlacht von St. Mihiel und der Meuse-Argonne-Offensive teil, die nach Auffassung amerikanischer Historiker kriegsentscheidend war, während deutsche Militärhistoriker die Bedeutung dieser Schlacht als gering einstufen. Als am 11. November 1918 der Waffenstillstand erklärt wurde, marschierte die 2. US-Infanteriedivision in Deutschland ein, um für die Dauer der Friedensverhandlungen bis 1919 als De-facto-Besatzungsverband zu fungieren.
Insgesamt betrugen die Verluste der 2. US-Infanteriedivision im Ersten Weltkrieg 4.478 Gefallene und 17.752 Verwundete.

### Zwischen den Weltkriegen
Nach der Rückkehr in die Vereinigten Staaten wurde der Verband in Fort Sam Houston im US-Bundesstaat Texas stationiert, wo er für die nächsten 23 Jahre als Experimentalverband operierte, der die modernsten Gefechtskonzepte, Taktiken und Waffen des Heeres erprobte. 1940 wurde die Division das erste Mal umorganisiert und erhielt, gemäß dem neuen triangulären Divisionskonzept der Army, das fortan drei Einsatzbrigaden pro Division vorsah, eine dritte Kampfbrigade.

### Zweiter Weltkrieg

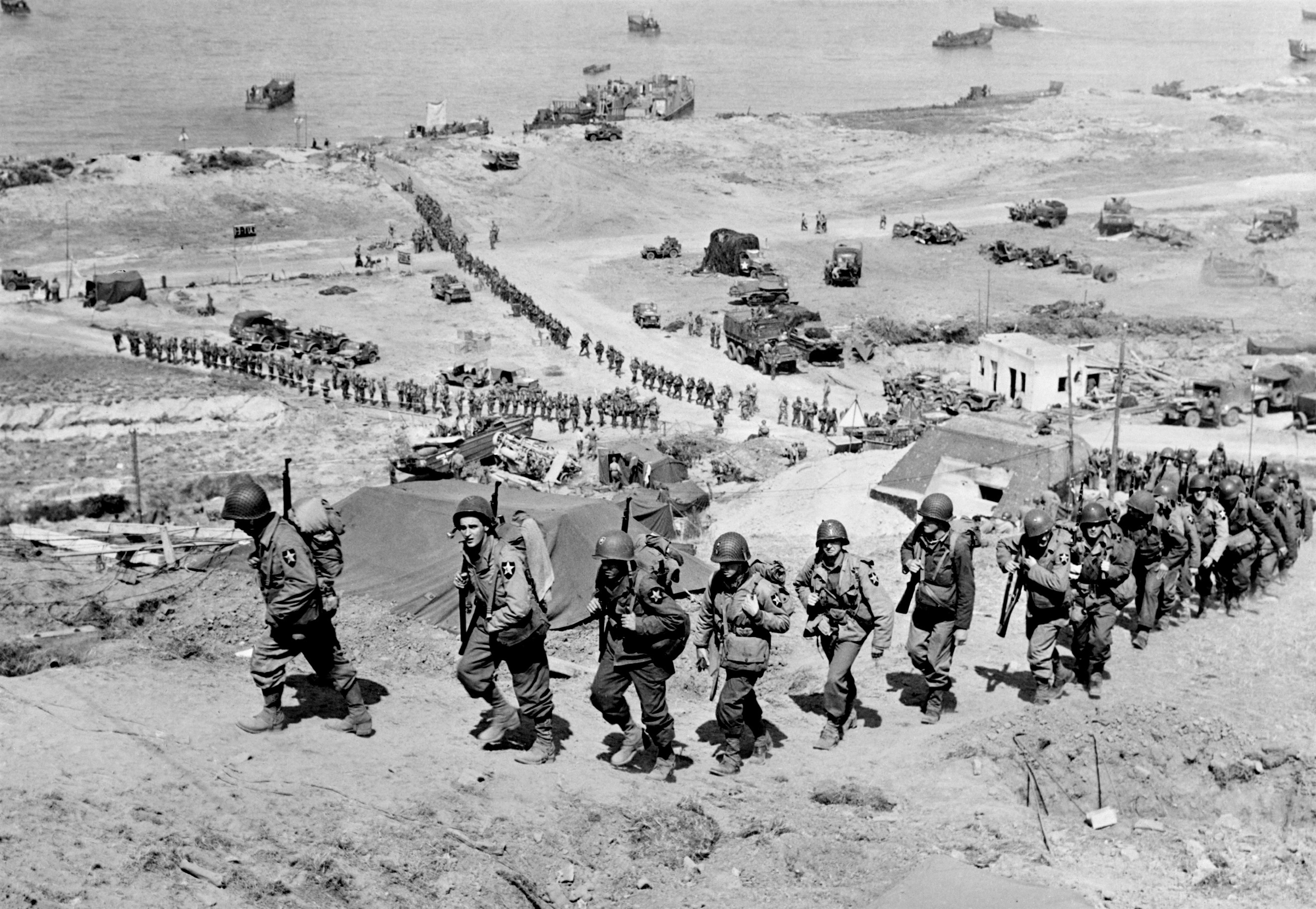
Soldaten der 2. US-Infanteriedivision am Strand Omaha Beach am 7. Juni 1944

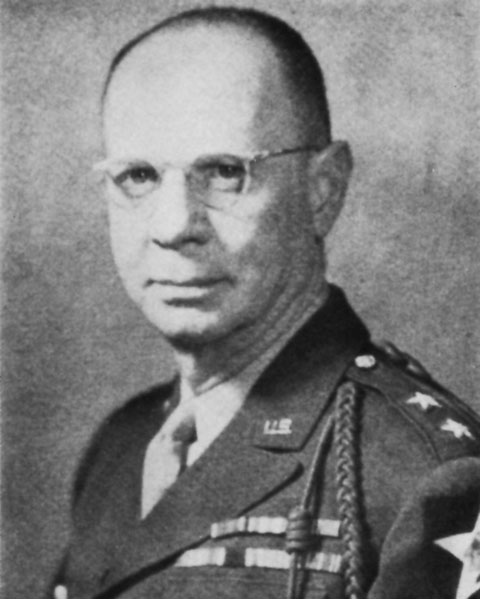
General Walter M. Robertson

Im Rahmen der Vorbereitung der Operation Overlord, der alliierten Landung in der Normandie, wurde die Indianhead Division im Oktober 1943 nach Nordirland verlegt. Ihren ersten Kampfeinsatz im Zweiten Weltkrieg erlebte die Division nach ihrer Landung auf dem Strandabschnitt Omaha Beach am 7. Juni 1944.
Nach einem von beiden Seiten mit äußerster Härte geführten, 39 Tage andauernden Gefecht, nahm die Division am 18. September 1944 den wichtigen Kriegshafen und die Stadt Brest ein. Während der Ardennenoffensive im Winter 1944 errichtete die 2. US-Infanteriedivision eine Verteidigungsstellung in der Nähe des belgischen Ortes Sankt Vith, die dem deutschen Angriff standhielt und somit die Einnahme Lüttichs und das Erreichen von Antwerpen verhinderte. Am 2. Februar 1945 nahm die Division an der alliierten Großoffensive auf Deutschland teil und erreichte am 9. März 1945 den Rhein.
Die Einheit überquerte den Rhein am 21. März 1945 und besetzte anschließend Hadamar und Limburg. Am 8. April 1945 erreichte die 2. Infanteriedivision Göttingen, am 15. April 1945 besetzte sie Merseburg und am 18. April 1945 erreichte sie Leipzig, das nur noch von wenigen deutschen Einheiten verteidigt wurde. An der Mulde endete der Vorstoß und die Einheit schwenkte circa 300 km nach Süden und erreichte am 4. Mai 1945 das Gebiet der früheren Tschechoslowakei. Sie wurde nun aus der 1. US-Armee herausgenommen und der 3. US-Armee unter General George S. Patton unterstellt. Am 8. Mai 1945 trafen sich amerikanische und sowjetische Truppen in Pilsen, weil ein weiteres Vorrücken amerikanischer Streitkräfte durch ein amerikanisch-sowjetisches Abkommen untersagt war. In der westböhmischen Stadt Rokycany kam es zu ersten Auseinandersetzungen mit gewalttätigen Soldaten der Roten Armee. Nach der bedingungslosen Kapitulation entwaffnete allein die 2. US-Infanteriedivision 52.000 deutsche Soldaten, die lieber in amerikanische als in sowjetische Kriegsgefangenschaft geraten wollten. Darüber hinaus mussten zahlreiche Displaced Persons in ihre Heimatländer zurückgeführt werden. Die Division kehrte im Juli 1945 in die USA zurück.
Am 20. Juli 1945 erreichte die Indianhead Division den Hafen von New York und bereitete sich anschließend in Texas auf die geplante Invasion Japans (Operation Downfall) vor. Die bedingungslosen Kapitulation Japans erfolgte jedoch vor der geplanten Verlegung. Nach einer Reihe von Standortwechseln wurde sie schließlich in Fort Lewis im US-Bundesstaat Washington stationiert, von wo aus sie Manöver in Winterkriegführung, amphibischen Operationen und Lufttransport durchführte.
Die Verluste der 2. US-Infanteriedivision im Zweiten Weltkrieg belaufen sich auf 3.488 Gefallene und 12.785 Verwundete.
Für ihre Verdienste im Zweiten Weltkrieg erlangte die Division insgesamt 16 Presidential Unit Citations, ehrenvolle Einheitenerwähnungen durch den Präsidenten der Vereinigten Staaten. Der Kongress der Vereinigten Staaten zeichnete sechs Soldaten des Verbandes mit der höchsten militärischen Auszeichnung des Landes aus, der Medal of Honor.

### Koreakrieg
Am 25. Juni 1950 begannen nordkoreanische Streitkräfte den Koreakrieg und brachten fast ganz Südkorea mit Ausnahme des südöstlichen Landesteils um die Städte Busan und Daegu unter ihre Kontrolle. Die 2. US-Infanteriedivision wurde dem Far East Command unter General of the Army Douglas MacArthur unterstellt und erreichte den koreanischen Kriegsschauplatz am 23. Juli 1950 als erste Einheit der amerikanischen Streitkräfte, die vom amerikanischen Festland nach Südkorea verlegt wurden.

Kriegsverlauf des Koreakrieges

Die Indianhead Division entlastete die stark angeschlagene 24. US-Infanteriedivision am Fluss Naktong, der die westliche Verteidigungslinie des von amerikanischen und südkoreanischen Truppen gehaltenen Kessels von Pusan bildete. Ihre erste wirkliche Gefechtsbelastung hatte sie, als nordkoreanische Truppen im Stile der Sowjetarmee mit menschlichen Wellen einen Großangriff auf die amerikanischen Linien unternahmen. In der sich anschließenden 16 Tage dauernden Schlacht stand die Einheit so unter Druck, dass auch fast alle Soldaten aus der Etappe, wie Versorgungseinheiten, technisches und Verwaltungspersonal, am Kampfgeschehen teilnehmen mussten.

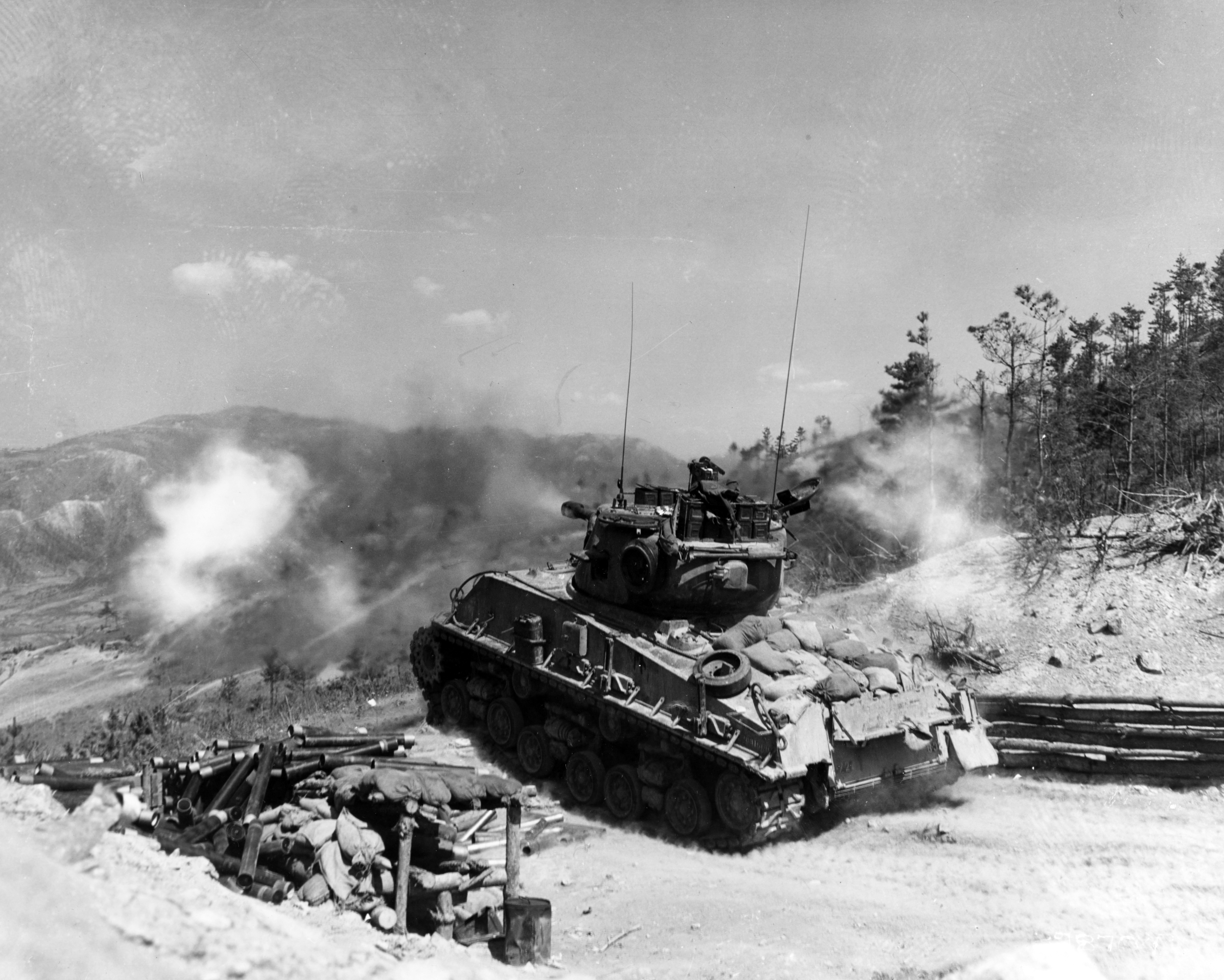
Ein M4 Sherman der 2. US-Infanteriedivision im Gefecht (1952)

Kurz darauf war die 2. US-Infanteriedivision die erste Einheit, der es gelang, aus dem Kessel von Pusan auszubrechen und der 8. US-Armee den Weg in Richtung der chinesischen Grenze zu öffnen. Im August wurde das KATUSA-Programm ins Leben gerufen, eine Vereinbarung zwischen dem südkoreanischen Militär und der Army, der es südkoreanischen Wehrpflichtigen erlaubt, ihren Dienst alternativ in amerikanischen Einheiten abzuleisten. Dadurch konnten die bisherigen Verluste der 2. US-Infanteriedivision deutlich kompensiert werden. Als die chinesische „Freiwilligen-Armee“ kurz vor dem Erreichen der mandschurischen Grenze in den Krieg eingriff, erhielt die Division den Befehl, die rückwärtige und rechte Flanke der 8. US-Armee zu sichern, während diese zum Rückzug gezwungen wurde. Dabei erlitt die Division starke Verluste und wurde auf zwei Drittel ihrer Sollstärke dezimiert. Dennoch konnte sie den Rückzugsweg der 8. Armee nach Süden in der Gegend um Kunu-ri offen halten. Bei der Winteroffensive Nordkoreas im Januar 1951 bei Wonju gelang es der Division, die Wucht des Angriffs durch seine zähe Gegenwehr deutlich abzuschwächen. Im Februar 1951, während der Großoffensive der UN-Truppen, konnte die Indianhead Division durch eine mit zwei Stoßkeilen angelegte Operation einen gefährlichen Gegenangriff (Schlachten von Chip-yong-ni und Wonju) der Chinesen zurückwerfen. Im April und Mai 1951 gelang es der Division, weitere Angriffe der Chinesen erfolgreich zurückzuschlagen, wofür US-Präsident Harry S. Truman den Verband mit einer weiteren Presidential Unit Citation bedachte. Es folgten abwechselnde Perioden des Kampfeinsatzes und des Dienstes in der Etappe, an denen die Division an den Schlachten Bloody Ridge, Heartbreak Ridge, the outposts und Old Baldy teilnahm. Schließlich, am 9. April 1953, wurde sie komplett zur Auffrischung aus den Kampfhandlungen abgezogen und in das rückwärtige Heeresgebiet verlegt. Sie kam dann nicht mehr zum Einsatz, da der Waffenstillstand vom 27. Juli 1953 den Koreakrieg beendete.
Die Verluste der 2. US-Infanteriedivision während des Koreakrieges betrugen 7.432 Gefallenen und 16.575 Verwundete. Das sind die höchsten Verluste, die eine moderne US-Division seit 1900 erlitten hat. 17 Soldaten des Verbandes erhielten die Medal of Honor.

### Zwischenjahre und Umorganisation
Im Sommer 1954, nachdem offenbar war, dass der Waffenstillstand auf der koreanischen Halbinsel nicht mehr gefährdet war, wurde die Indianhead Division von Südkorea auf den Heimatstützpunkt Fort Lewis zurückverlegt. Zwei Jahre später wurde sie in Alaska stationiert. Das Verteidigungsministerium verlautbarte am 8. November 1957, dass die Division „ohne Personal“ nach Washington, D.C. verlegt werden sollte, was die vollständige Demobilisierung bedeutet hätte. Einige Monate später, im Frühjahr 1958, verkündete das US-Heeresamt jedoch, dass der Verband nach Fort Benning in Georgia, verlegt werde, um dort mit Teilen der aus Europa zurückkehrenden 10. US-Gebirgsjägerdivision reorganisiert zu werden. Von 1958 bis 1965 war Fort Benning der Heimatstützpunkt der Division, wo sie als Ausbildungs- und Trainingsdivision diente. Um die Einsatzbereitschaft zu verbessern, wurde die Division im März 1962 offiziell als Einheit des Strategic Army Corps (STRAC), der operativen Eingreifreserve der Army, ausgewiesen. Dies führte zu einer Intensivierung des Ausbildungsturnusses mit zusätzlichen Manövern, taktischen Übungen und Gefechtstraining sowie einem neuen Bereitschaftstraining.

### Korea und Kalter Krieg

Karte der DMZ. Die eigentliche DMZ ist in Rot, die Militärische Demarkationslinie in ihrer Mitte in Schwarz gehalten

Infolge einer Verschärfung der politischen Lage in Korea wurde die Division im Juli 1965 wieder nach Südkorea verlegt, um nordkoreanische Infiltrationsversuche und provozierte Grenzscharmützel zu unterbinden. Nordkorea spekulierte darauf, dass der Vietnamkrieg die Vereinigten Staaten militärisch so stark binden werde, dass es ihnen unmöglich erschien, die Demilitarisierte Zone (DMZ) zu schützen. Am 2. November 1966 sahen sich Teile des 1. Bataillons der 23. Infanteriebrigade der Indianhead Division einem nordkoreanischen Angriff ausgesetzt, bei dem sechs amerikanische Soldaten getötet wurden. 1967 spitzte sich die Lage an der DMZ weiter zu und weitere 16 US-Soldaten fielen. Nordkorea beendete einen Großteil seiner systematischen Grenzverletzungen erst 1970, da diese politisch und militärisch erfolglos blieben. Im März 1971 übernahmen die südkoreanischen Streitkräfte die offizielle Verantwortung für die gesamte Demarkationslinie bis auf die letzten Meilen zur Grenze selbst, die weiter den United States Forces Korea (USFK) und damit den Vereinigten Staaten unterstanden. Dadurch wurde die Division entlastet und konnte sich wieder verstärkt der Ausbildung und dem gemeinsamen Training mit dem südkoreanischen Militär widmen.
1976 erschlugen nordkoreanische Grenzsoldaten in einem Handgemenge zwei amerikanische Soldaten, die im Rahmen eines Routineeinsatzes einen Baum an der Demarkationslinie beschnitten. Dies führte zur so genannten Operation Paul Bunyan: In einer konzertierten Aktion (Task Force Brady) drangen Kampfeinheiten und Pioniere der 2. US-Infanteriedivision zusammen mit südkoreanischen Kräften in das Grenzgebiet, wo sich der Zwischenfall ereignet hatte, vor, um dieses inzwischen als Panmunjom-Baum bekannte Negativ-Symbol zu fällen. Diese Operation sollte die Bereitschaft der USA demonstrieren, jederzeit für die Unabhängigkeit Südkoreas einzutreten und ihren Bündnisverpflichtungen nachzukommen. Bis zum Ende des Kalten Krieges war die Indianhead Division weiter in Südkorea stationiert, um den 24. Breitengrad als Speerspitze der UN-Truppen zu bewachen.
1994 und 1999 wurde der Division für ihren Dienst an der so genannten „Freiheitsgrenze“ (Freedom’s Frontier) die vierte und fünfte Verleihung der Präsidialen Einheitsauszeichnung Südkoreas (Republic of Korea Presidential Unit Citation) zuteil.
Am 13. Juni 2002 überfuhr ein Panzer der 2. Infanteriedivision auf einer schmalen Straße bei Yangju zwei südkoreanische Schulmädchen. Nach diesem Unfall demonstrierten Tausende von Südkoreanern gegen die Anwesenheit der amerikanischen Truppen in Südkorea. Dieser Vorfall führte zu einer deutlichen Belastung der amerikanisch-südkoreanischen Beziehungen, weil viele Südkoreaner die Verurteilung des Fahrers wegen fahrlässiger Tötung als unzureichend empfanden.

### Operation Iraqi Freedomund Umorganisation
Im Frühling 2004 wurde die Division davon in Kenntnis gesetzt, dass sie dafür vorgesehen war, in den Irakkrieg (Operation Iraqi Freedom) einzugreifen: Dies betraf zunächst das 503. und 506. Luftlanderegiment, das 1. Bataillon der 17. Feldartilleriebrigade, das 1. Bataillon des 9. mechanisierten Infanterieregiments, das 44. Pionierbataillon, das 2. vorgeschobene Unterstützungsbataillon, die 1. Heeresnachrichtendienst-Kompanie und die 2. Kompanie des 122. Fernmeldebataillons sowie Teile des 1. Bataillons des 72. Panzer-Regiments. Diese Verbände wurden dem zuständigen US Central Command (CENTCOM) unterstellt und im August 2004 in den Irak verlegt, wo sie sofort mit intensiven Übungen und Training begannen, um den besonderen Aspekte dieses Kriegsschauplatzes anzupassen (Wüstenkriegführung, Asymmetrische Kriegführung und Häuserkampf). Der Einheit wurde das nur spärlich besiedelte Gebiet südlich und westlich von Falludscha, einer Stadt in der irakischen Provinz al-Anbar, zugewiesen und sie sollte zunächst nur als strategische Reserve der Multi-National Force Iraq (Koalitionsstreitkräfte) fungieren. Dies änderte sich jedoch, als dem Verband eine neue Aufgabe zugewiesen wurde, die Kontrolle des unsicheren Ostteils von Ar-Ramadi zu gewährleisten. Dies bedeutete eine Verlegung aus den gerade erst eingerichteten Unterkünften in ein Krisengebiet. Inzwischen wurde die Gruppe durch das ebenfalls aus Fort Lewis kommende 2nd Stryker Brigade Combat Team, eine Radpanzerbrigade, verstärkt. Es verteilte sich auf verschiedenen Feldstützpunkte, während das Hauptquartier der 2. Infanteriedivision sich im Camp Junction City westlich von Ar-Ramadi einrichtete. Mit Ausnahme des 2. vorgeschobene Unterstützungsbataillons, welches im logistisch wichtigen Camp Al-Taqaddum Station nahm, wurden alle Unterstützungstruppen ebenfalls in Ar-Ramadi untergebracht. Das 503. Fallschirmjägerregiment nahm Quartier im so genannten Combat Outpost (Kampfvorposten) außerhalb der Stadt während das 506. Infanterieregiment den Ort Habbiniya besetzte.

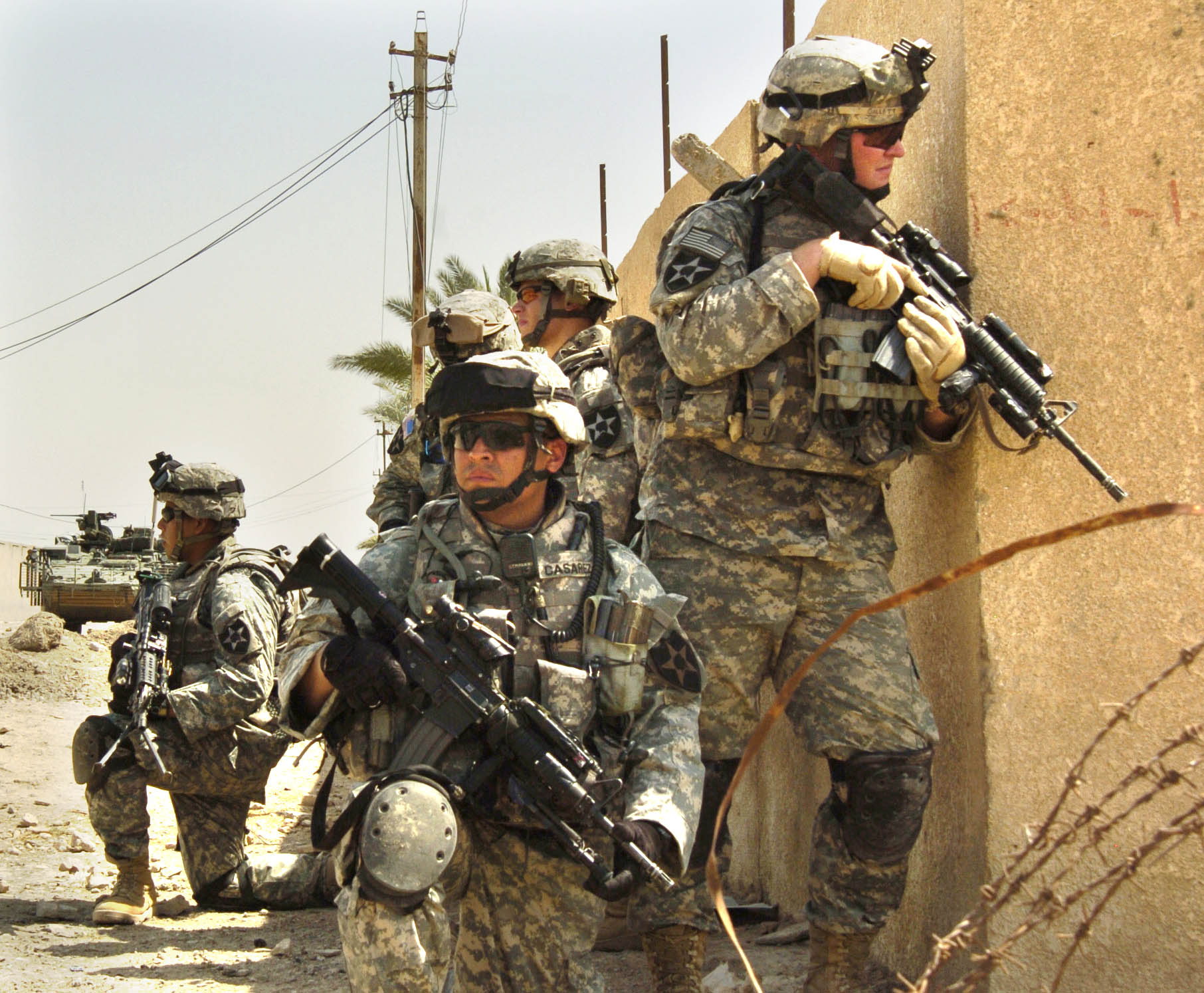
Spähtrupp der 2. US-Infanteriedivision in Bagdad

Sämtliche Verbände der Indianhead Division wurden für die Dauer der Operation der 1. US-Marineinfanteriedivision unterstellt, um im Raum Ramadi zu operieren. Danach wurde die Division wieder herausgelöst und für die zweite Hälfte ihres Einsatzes im Irak der 2. US-Marineinfanteriedivision unterstellt.
Bei der Sicherung der ersten demokratischen Wahlen des Irak nach fast vierzig Jahren Diktatur im Januar 2005 leistete das 2nd Brigade Combat Team mit äußerstem personellen Einsatz und ohne Zwischenfälle für die Zivilbevölkerung und das Militär seinen Beitrag für dieses politische Großereignis. Einzig eine kleine Demonstration von 700 Irakern im Ostteil der Stadt entwickelte sich spontan, wurde aber rechtzeitig durch entsprechende Maßnahmen eingedämmt und verlief ohne Gewalttätigkeiten. Als das 2nd Brigade Combat Team aus dem Irak abgezogen wurde, hinterließ es eine Reihe von neu gebauten Feldstützpunkten und befestigten Außenposten, ohne die Pläne und Koordinaten zurückzulassen, um so zu verhindern, dass diese Informationen durch Verrat in den Besitz von Aufständischen gelangen und diese sich dieser Standorte bemächtigen können. Allerdings blieben die ausgebauten Stützpunkte Camp Trotter und Camp Corregidor weiter in US-Nutzung, um die Unterbringungssituation im Bereich des Camp Outpost für die Truppen vor Ort zu erleichtern.
Im Juli 2005 wurde die 2. US-Infanteriedivision von Einheiten der Nationalgarde und der 3. US-Infanteriedivision abgelöst und nicht nach Korea, sondern zunächst zur Erholung nach Fort Carson im US-Bundesstaat Colorado verlegt.
Nach dem Irakeinsatz erfuhr die Division ihre bisher letzte Umorganisation. Diese wurde gemäß der 1997 postulierten Heeresreform durchgeführt, und überführte die Division in ihre heutige modulare Struktur, was zur Folge hatte, dass nun jede Brigade ihre eigenen Kampfunterstützungsmittel (Aufklärung, Artillerie, Pioniere, Panzerjäger) anderer Waffengattungen des Heeres in sich vereint und somit in dieser Hinsicht von der Division unabhängig ist.

## Afghanistan
Zwischen dem 17. Februar 2009 und Juli 2010 dienten 4.000 Soldaten der Division in Afghanistan. 35 Soldaten wurden im Einsatz getötet.

## Auftrag
Die 2. US-Infanteriedivision bildet zusammen mit 35th Air Defense Artillery Brigade (35. Luftabwehr-Artillerie-Brigade) die einzigen Kampftruppen der 8. US-Armee, einem Großverband der Vereinigten Staaten zur Bereitstellung militärischen Potenzials in Korea am Boden. Sie stellt mit ihren rund 18.000 Mann circa 90 % der 8. US-Armee (20.000 Mann) und rund 60 % der US-Truppen in Korea (circa 29.000 Mann). Damit bildet sie die Kerngruppe der amerikanischen Einsatzkräfte auf der koreanischen Halbinsel.
Der Kalte Krieg dauert in Korea quasi nach wie vor an, denn die Demarkationslinie, deren politische Bedeutung der der ehemaligen innerdeutschen Grenze entspricht, trennt nicht nur ein Volk, sondern auch zwei verfeindete politische Blöcke. Durch das Nordkoreanische Kernwaffenprogramm hat sich die Lage nicht nur auf der koreanischen Halbinsel, sondern auch in ganz Ostasien verschärft.
Die Anwesenheit und permanente Einsatzbereitschaft der 2. US-Infanteriedivision soll vor dem Hintergrund der kontinuierlichen Spannungen aus dem Kalten Krieg die territoriale Integrität Südkoreas schützen und soll die Bündnisverpflichtung der Vereinigten Staaten, für diese jederzeit einzutreten, nach außen dokumentieren. Dabei arbeitet sie eng mit den an der Demarkationslinie stationierten südkoreanischen Streitkräften zusammen.
Durch die Möglichkeit für junge Südkoreaner, ihren Wehrdienst im Rahmen des KATUSA-Programms bei der 2. US-Infanteriedivision abzuleisten, trägt diese Einheit zur Festigung des Bündnisses und zur bilateralen Völkerverständigung bei.

## Organisation

Organigramm der Einheiten der 2nd Infantry Division 2023 (Militärische Symbole)

Organigramm der 2nd Infantry Division mit zugewiesenen Einheiten in Südkorea 2023

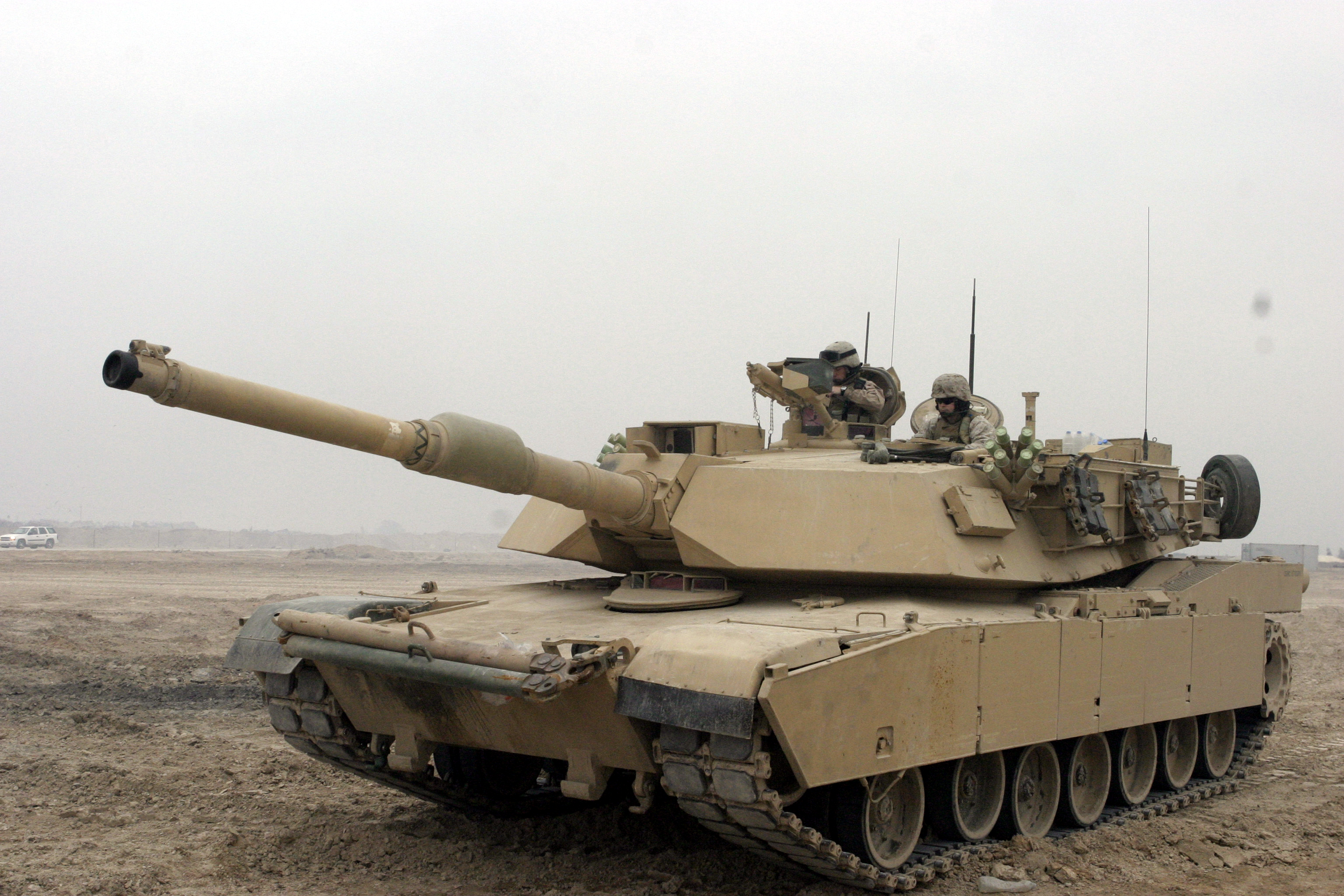
M1A1 Abrams bei Falludscha

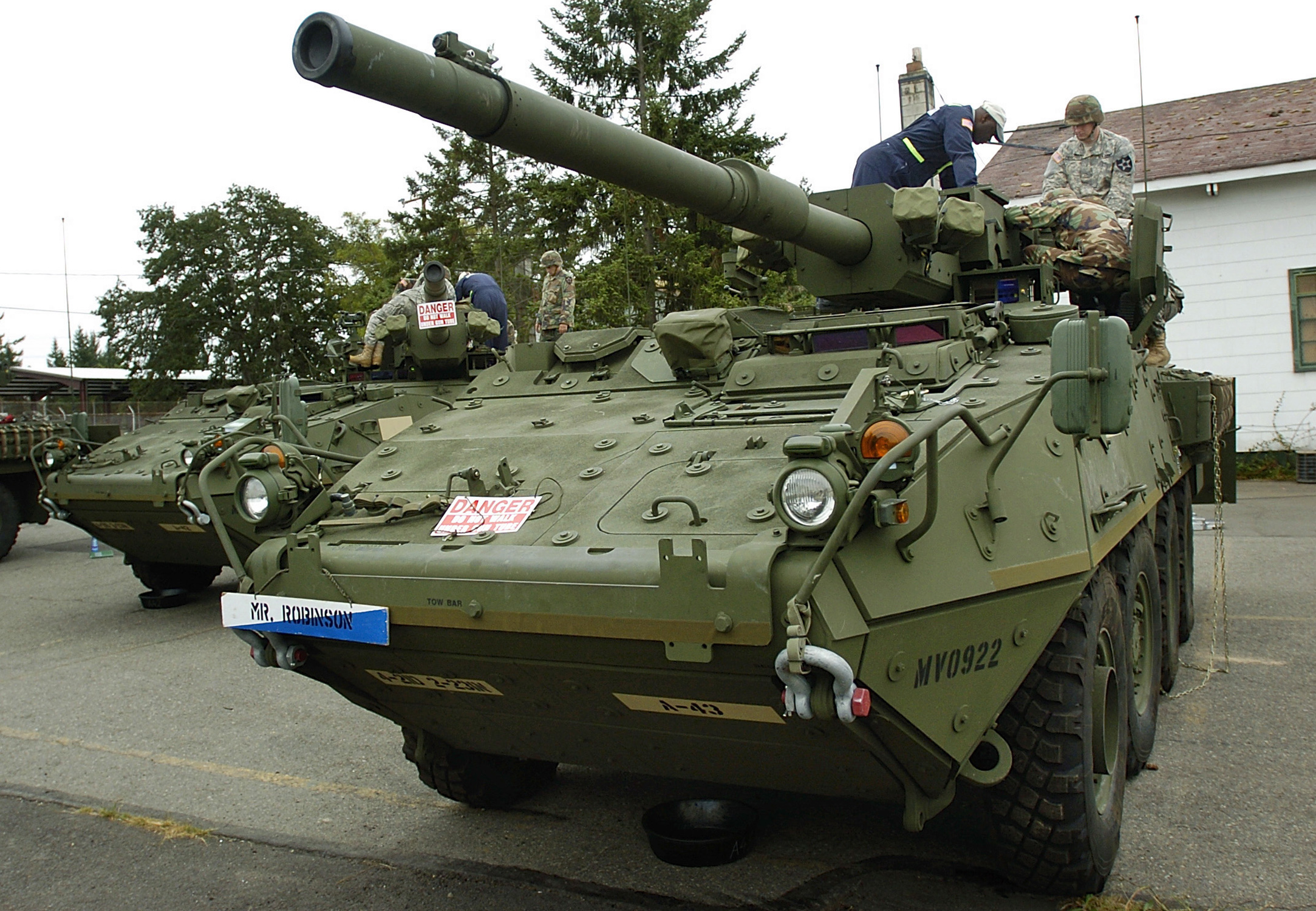
Stryker-Radpanzer in der Kanonenversion MGS

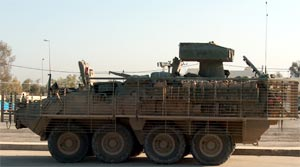
Stryker-Panzerabwehrversion ATGM mit TOW

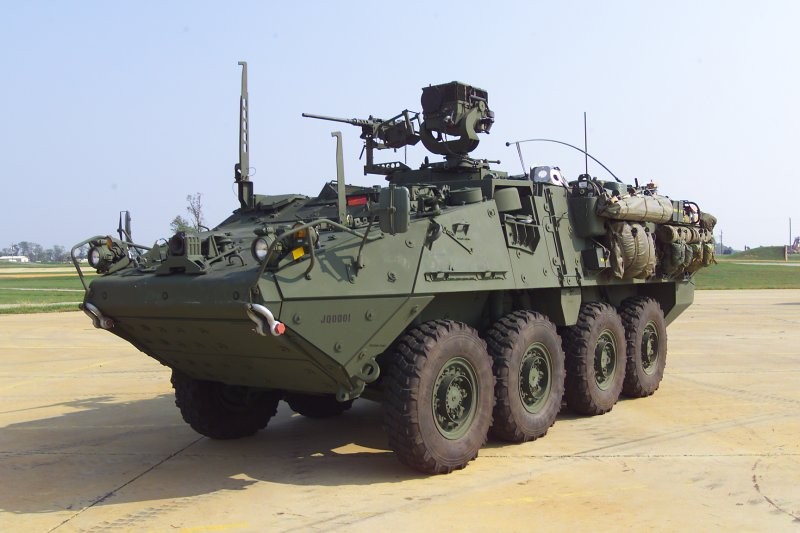
Stryker-Aufklärungsversion RV mit Kamerasystem

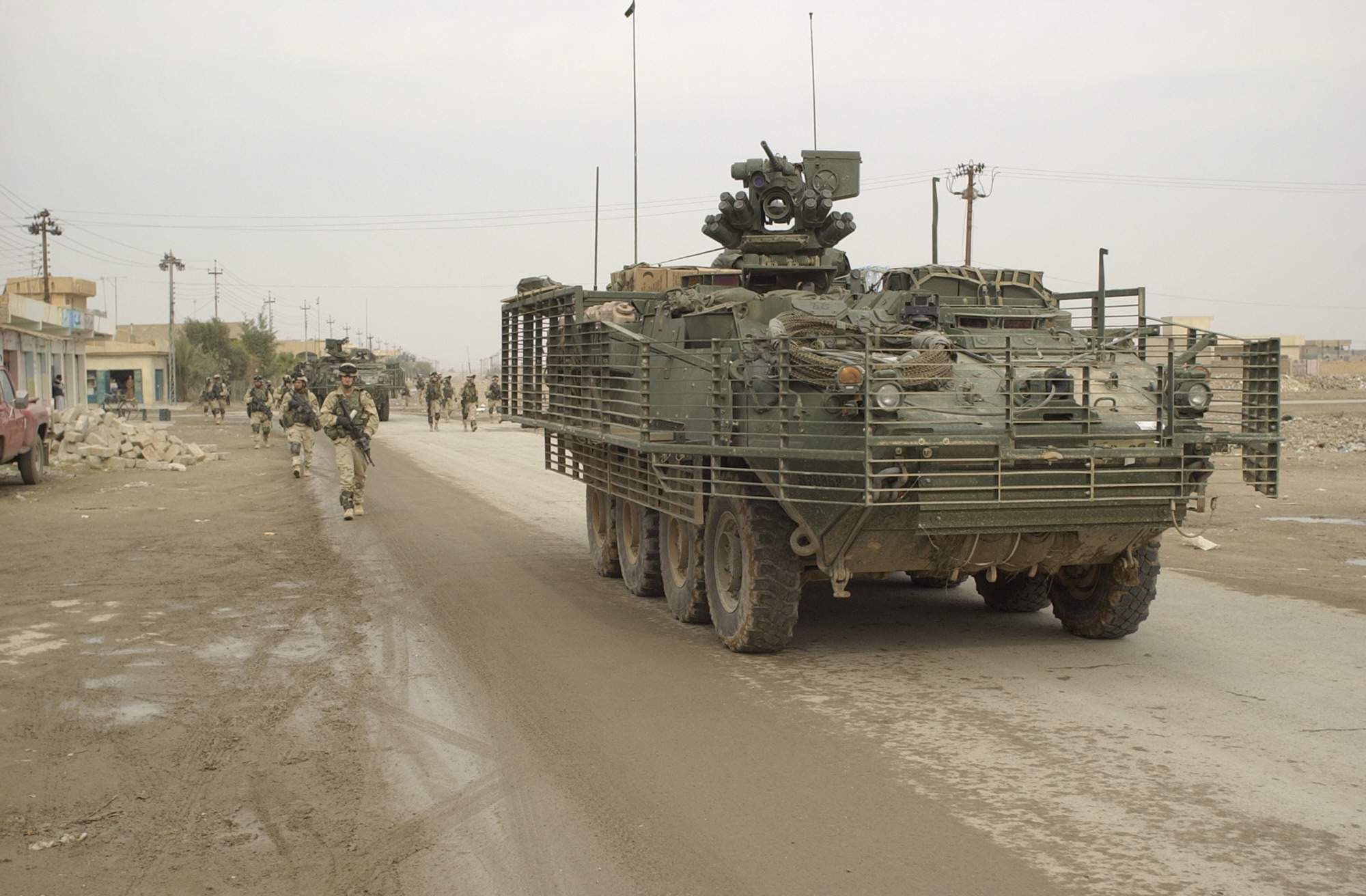
Stryker-Infanterietransporter ICV mit zusätzlichem Schutz gegen RPGs auf Patrouille in Samarrah, Irak

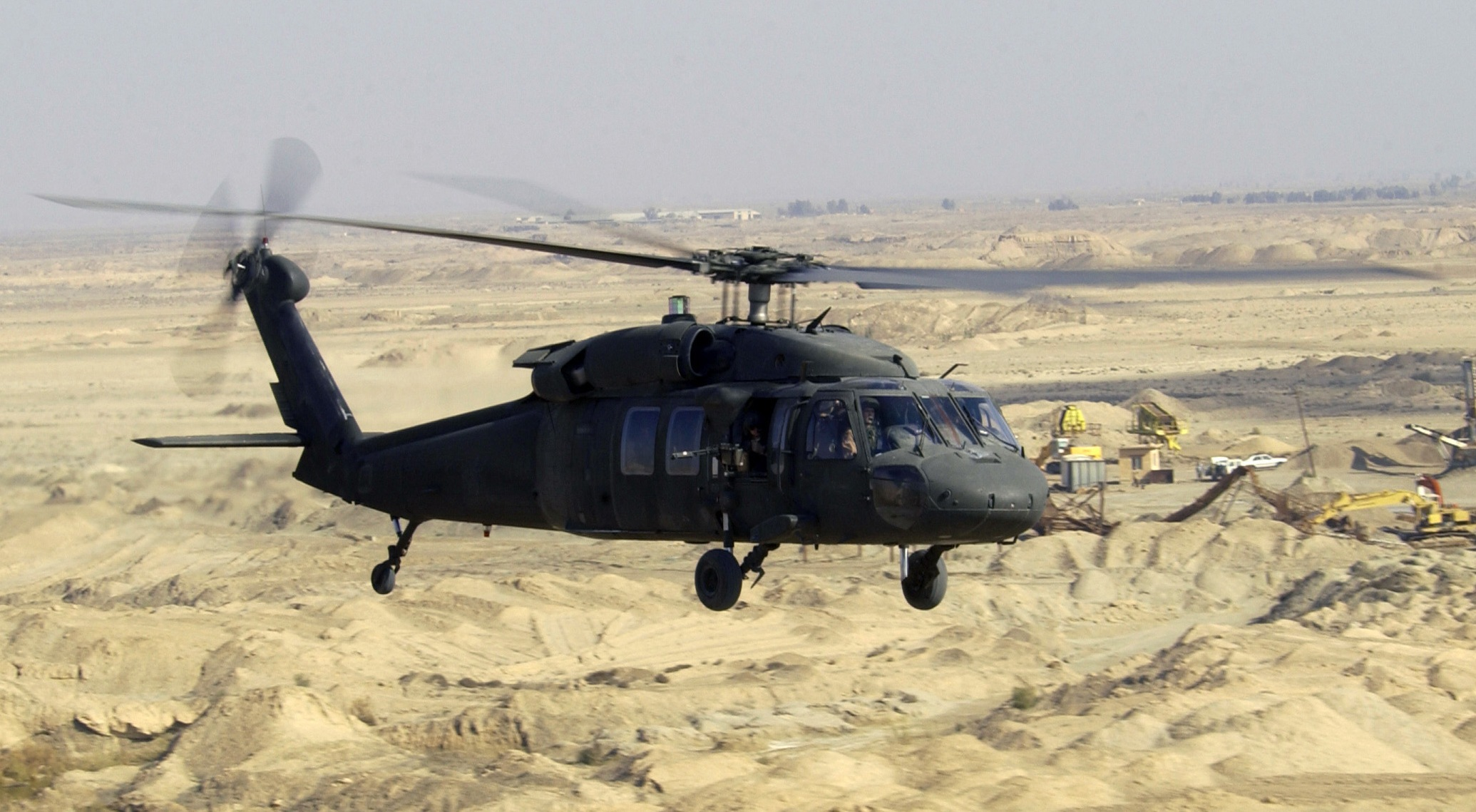
UH-60 Black Hawk-Mehrzweckhubschrauber im Irak

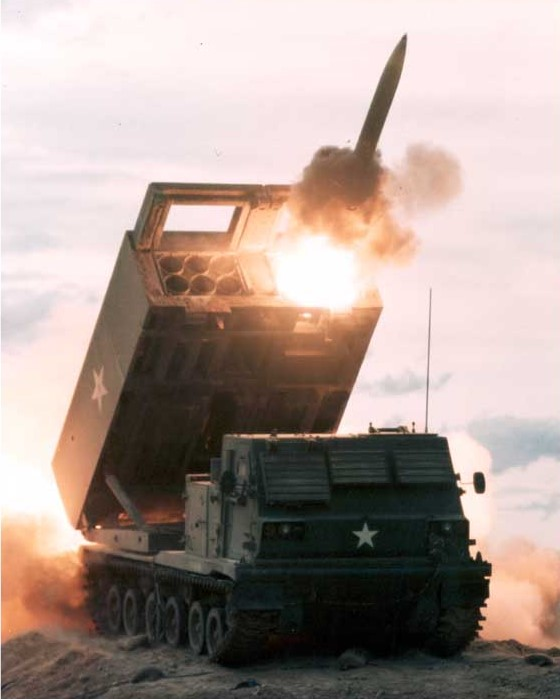
M270 A1 MLRS beim Abfeuern einer Rakete

Die 2. US-Infanteriedivision ist die einzige Division der Army, die über eine ständig ihr unterstellte Artilleriebrigade verfügt. Dies ist durch ihre vorgeschobene Stationierung in Südkorea bedingt. Den anderen Divisionen werden entsprechende Verbände nur temporär für bestimmte Einsätze unterstellt.
Ferner ist sie die einzige US-Division, in der Wehrpflichtige einer anderen Nation dienen. Allerdings ist diese Regelung auf die Koreanische Halbinsel beschränkt, das bedeutet, dass diese Wehrpflichtigen nicht woanders eingesetzt werden dürfen.
 Die 2. US-Infanteriedivision besteht aus folgenden Einheiten:
Kampfbrigaden
- 1st Stryker Brigade Combat Team, Arrowhead Brigade, stationiert in Fort Lewis, Washington[25]
  - Headquarters Company, Stabskompanie
  - 2nd Battalion 3rd Infantry Regiment (Stryker), 2. Bataillon des 3. Infanterieregiments
  - 5th Battalion 20th Infantry Regiment (Stryker), 5. Bataillon des 20. Infanterieregiments
  - 1st Battalion 23rd Infantry Regiment (Stryker), 1. Bataillon des 23. Infanterieregiments
  - 1st Squadron 14th Cavalry Regiment (RSTA), 1. Eskadron des 14. Kavallerieregiments
  - 1st Battalion 37th Field Artillery Regiment, 1. Bataillon des 37. Feldartillerieregiments
  - 23rd Brigade Engineer Battalion, 23. Brigadepionierbataillon
  - 296th Brigade Support Battalion, 296. Brigadespezialtruppenbataillon
- 2nd Stryker Brigade Combat Team, Strikeforce, stationiert in Fort Lewis, Washington.
  - Headquarters Company, Stabskompanie
  - 2nd Battalion 1st Infantry Regiment (Stryker), 2. Bataillon des 1. Infanterieregiments
  - 1st Battalion 17th Infantry Regiment (Stryker), 1. Bataillon des 17. Infanterieregiments
  - 4th Battalion 23rd Infantry Regiment (Stryker), 4. Bataillon des 23. Infanterieregiments
  - 8th Squadron 1st Cavalry Regiment (RSTA, Reconnaissance, Surveillance, and Target Acquisition), 8. Eskadron des 1. Kavallerieregiments
  - 2nd Battalion 17th Field Artillery Regiment, 2. Bataillon des 17. Feldartillerieregiments
  - 14th Brigade Engineer Battalion, 14. Brigadepionierbataillon
  - 2nd Brigade Support Battalion, 2.  Brigadespezialtruppenbataillon

Unterstützungsbrigaden
- 2nd Combat Aviation Brigade, stationiert in Camp Hovey, Dongduchon, Südkorea.
  - Aviation Brigade Headquarters, Brigadehauptquartiereinheit
  - 2nd Battalion 2nd Aviation Regiment (Assault) „Wild Cards“ (ausgerüstet mit Mehrzweckhubschraubern vom Typ UH-60 Black Hawk), 2. Bataillon des 2. Heeresfliegerregiments
  - 3rd Battalion 2nd Aviation Regiment (GSAB, General Support Aviation Battalion), 3. Bataillon des 2. Heeresfliegerregiments (Unterstützung)
  - 4th Battalion 2nd Aviation Regiment (R/A) (AH-64D Apache), 4. Bataillon des 2. Heeresfliegerregiments
  - 602nd Aviation Support Battalion, 604. Heeresfliegerunterstützungsbataillon
- 210th Field Artillery Brigade, 2. Artilleriebrigade, stationiert in Camp Casey Dongduchon, Südkorea.
  - 6th Battalion 37th Field Artillery Regiment (ausgerüstet mit dem Mehrfach-Raketenwerfer-Artilleriesystem M270 A1 MLRS), 6. Bataillon des 37. Feldartillerieregiments
  - 1st Battalion 38th Field Artillery Regiment (M270 A1 MLRS), 1. Bataillon des 38. Feldartillerieregiments
  - 702nd Brigade Support Battalion, 702. Unterstützungsbrigade
  - 579th Signal Company, 579. Fernmeldekompanie
  - F Battery 333rd Field Artillery Regiment, F. Batterie des 333. Feldartillerieregiments (Zielerfassungsbatterie)
- 2nd Sustainment Brigade, 2. Unterstützungsbrigade
  - Headquarters & Headquarters Company, Hauptquartier und Hauptquartierkompanie
  - 501st Special Troops Battalion, 501. Spezialtruppenbataillon
  - 194th Combat Sustainment Support Battalion, 194. Kampfunterstützungsbataillon

Stabseinheit
- Headquarters, 2nd ID, (Hauptquartier der 2. US-Infanteriedivision), stationiert in Camp Red Cloud, Südkorea.
  -  2nd Special Troops Battalion, 2. Spezialtruppenbataillon

## Kommandeure

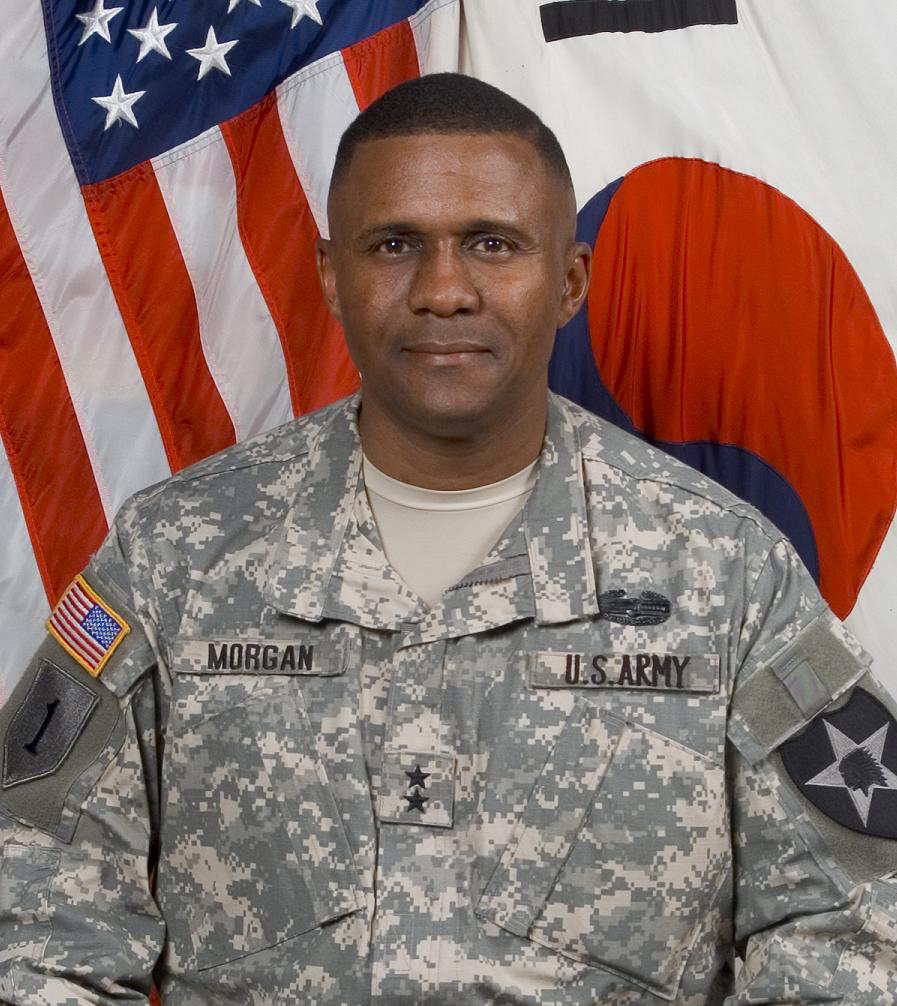
Major General John W. Morgan III., bis 2009 Kommandierender Offizier der
2. US-Infanteriedivision

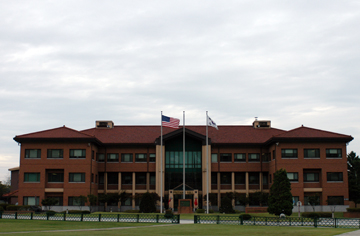
Hauptquartier der 2. US-Infanteriedivision in Camp Red Cloud

| Nr. | Name                                     | Beginn der Berufung | Ende der Berufung |
| --- | ---------------------------------------- | ------------------- | ----------------- |
| 99. | Major General Charles T. Lombardo        | 21. Juni 2024       | im Amt            |
| 98. | Major General William D. Taylor          | 15. Mai 2023        | 21. Juni 2024     |
| 97. | Major General David Lesperance           | 18. Mai 2021        | 15. Mai 2023      |
| 96. | Major General Steven W. Gilland          | 17. Juli 2019       | 18. Mai 2021      |
| 95. | Major General Scott McKean               | 18. Juli 2017       | 17. Juli 2019     |
| 94. | Major General Theodore D. Martin         | April 2015          | 18. Juli 2017     |
| 93. | Major General Thomas S. Vandal           | Juni 2013           | April 2015        |
| 92. | Major General Edward Cardon              | September 2011      | Juni 2013         |
| 91. | Major General Michael S. Tucker          | Oktober 2009        | September 2011    |
| 90. | Major General John W. Morgan III.        | November 2007       | Oktober 2009      |
| 89. | Major General James A. Coggins           | Mai 2006            | November 2007     |
| 88. | Major General George A. Higgins          | September 2004      | Mai 2006          |
| 87. | Major General John R. Wood               | Juli 2002           | September 2004    |
| 86. | Major General Russel L. Honoré           | September 2000      | Juli 2002         |
| 85. | Major General Robert F. Dees             | September 1998      | September 2000    |
| 84. | Major General Michael B. Sherfield       | Mai 1997            | September 1998    |
| 83. | Major General Tommy Franks               | März 1995           | Mai 1997          |
| 82. | Major General John N. Abrams             | Mai 1993            | März 1995         |
| 81. | Major General James T. Scott             | Juni 1991           | Mai 1993          |
| 80. | Major General Caryl G. Marsh             | November 1989       | Juni 1991         |
| 79. | Major General Jack D. Woodall            | Juni 1988           | November 1989     |
| 78. | Major General Jack B. Farris             | Dezember 1985       | Juni 1988         |
| 77. | Major General Gary E. Luck               | August 1985         | Dezember 1985     |
| 76. | Major General Henry Doctor               | Juli 1983           | August 1985       |
| 75. | Major General James H. Johnson           | Dezember 1982       | Juli 1983         |
| 74. | Brigadier General Harison H. Williams    | Dezember 1982       | Dezember 1982     |
| 73. | Brigadier General Lee D. Brown           | November 1982       | Dezember 1982     |
| 72. | Major General James H. Johnson           | Juni 1981           | November 1982     |
| 71. | Major General Robert C. Kingston         | Juni 1979           | Juni 1981         |
| 70. | Major General David E. Grange Jr.        | Januar 1978         | Juni 1979         |
| 69. | Major General Morris J. Brady            | Juni 1976           | Januar 1978       |
| 68. | Major General John Royster Thurman       | Mai 1975            | Juni 1976         |
| 67. | Major General Henry E. Emerson           | Mai 1973            | Mai 1975          |
| 66. | Major General Jeffrey G. Smith           | Oktober 1971        | Mai 1973          |
| 65. | Major General Gilbert H. Woodward        | Oktober 1970        | Oktober 1971      |
| 64. | Major General Salve H. Matheson          | September 1969      | Oktober 1970      |
| 63. | Major General Leland G. Cagwin           | Juni 1968           | September 1969    |
| 62. | Major General Frank C. Izenour           | Mai 1967            | Juni 1968         |
| 61. | Major General George B. Pickett Jr.      | Juli 1966           | Mai 1967          |
| 60. | Major General John H. Chiles             | August 1965         | Juli 1966         |
| 59. | Brigadier General Robert R. Williams     | August 1965         | August 1965       |
| 58. | Major General Hugh Exton                 | Juli 1965           | August 1965       |
| 57. | Major General John H. Chiles             | September 1964      | Juli 1965         |
| 56. | Major General Charles Billingslea        | September 1962      | September 1964    |
| 55. | Major General Charles H. Chase           | August 1961         | September 1962    |
| 54. | Brigadier General Royal C. Reynolds      | August 1961         | August 1961       |
| 53. | Brigadier General Charles H. White       | Juli 1961           | August 1961       |
| 52. | Brigadier General William L. Hardick     | Juni 1961           | Juli 1961         |
| 51. | Major General Frederick W. Gibb          | März 1960           | Juni 1961         |
| 50. | Brigadier General William L. Hardick     | Februar 1960        | März 1960         |
| 49. | Brigadier General Miller O. Perry        | Februar 1958        | Februar 1960      |
| 48. | Major General Robert H. Wienecke         | Juli 1958           | Februar 1960      |
| 47. | Brigadier General Miller O. Perry        | Juni 1958           | Juli 1958         |
| 46. | Major General Gilman O. Mudgett          | Februar 1957        | Juni 1958         |
| 45. | Brigadier General John F. Ruggles        | Februar 1957        | Februar 1957      |
| 44. | Major General James F. Collins           | August 1956         | Februar 1957      |
| 43. | Major General Paul L. Freeman, Jr.       | August 1955         | August 1956       |
| 42. | Major General Thomas S. Timberman        | September 1954      | August 1955       |
| 41. | Major General Robert L. Howze Jr.        | August 1954         | September 1954    |
| 40. | Major General John F. R. Seitz           | März 1954           | August 1954       |
| 39. | Major General William L. Barriger        | Mai 1953            | März 1954         |
| 38. | Major General James C. Fry               | Mai 1952            | Mai 1953          |
| 37. | Major General Robert Nicholas Young      | September 1951      | Mai 1952          |
| 36. | Brigadier General Thomas E. Deshazo      | August 1951         | September 1951    |
| 35. | Major General Clark L. Ruffner           | Januar 1951         | August 1951       |
| 34. | Major General Robert B. McClure          | Dezember 1950       | Januar 1951       |
| 33. | Major General Laurence B. Keiser         | April 1950          | Dezember 1950     |
| 32. | Major General Harry J. Collins           | Juli 1948           | April 1950        |
| 31. | Major General Paul W. Kendall            | Mai 1946            | Juli 1948         |
| 30. | Major General Edward Almond              | September 1945      | Mai 1946          |
| 29. | Brigadier General William Kelly Harrison | Juni 1945           | September 1945    |
| 28. | Major General Walter M. Robertson        | Mai 1942            | Juni 1945         |
| 27. | Major General John C. H. Lee             | November 1941       | Mai 1942          |
| 26. | Brigadier General John N. Greely         | April 1941          | November 1941     |
| 25. | Brigadier General Edmund L. Daley        | März 1941           | April 1941        |
| 24. | Major General James Lawton Collins       | Oktober 1940        | März 1941         |
| 23. | Major General Walter Krueger             | März 1939           | Oktober 1940      |
| 22. | Major General Frank W. Rowell            | Mai 1938            | März 1939         |
| 21. | Major General James K. Parsons           | Oktober 1936        | Mai 1938          |
| 20. | Major General Herbert J. Brees           | Juni 1936           | Oktober 1936      |
| 19. | Major General Charles E. Kilbourne       | April 1936          | Juni 1936         |
| 18. | Brigadier General Alexander T. Overshine | Oktober 1935        | April 1936        |
| 17. | Major General Frank C. Bolles            | April 1935          | Oktober 1935      |
| 16. | Major General Charles Howland            | Oktober 1934        | April 1935        |
| 15. | Major General Halstead Dorey             | Dezember 1933       | Oktober 1934      |
| 14. | Major General Albert Jesse Bowley        | Mai 1928            | Dezember 1933     |
| 13. | Major General Thomas G. Donaldson        | Januar 1928         | Mai 1928          |
| 12. | Major General William Durward Connor     | September 1926      | Januar 1928       |
| 11. | Major General Paul Bernard Malone        | Mai 1925            | September 1926    |
| 10. | Major General Ernest Hinds               | September 1923      | Mai 1925          |
| 9.  | Brigadier General Dennis E. Nolan        | Mai 1923            | September 1923    |
| 8.  | Brigadier General Edward Mann Lewis      | März 1922           | Mai 1923          |
| 7.  | Major General John L. Hines              | Juli 1921           | März 1922         |
| 6.  | Major General James Harbord              | März 1920           | Juli 1921         |
| 5.  | Colonel Harry A. Eaton                   | Dezember 1919       | März 1920         |
| 4.  | Major General John A. Lejeune            | August 1918         | Dezember 1919     |
| 3.  | Major General James Harbord              | Juli 1918           | August 1918       |
| 2.  | Major General Omar Bundy                 | November 1917       | Juli 1918         |
| 1.  | Brigadier General Charles A. Doyen       | Oktober 1917        | November 1917     |

## Traditionspflege
In Washington, D.C. steht ein Denkmal der Division, das an all ihre Soldaten und Einsätze bis 1994 erinnert.

## Weiterführende Informationen